# Coniophoraceae
Coniophoraceae is een botanische naam, voor een familie van schimmels. Volgens de Index Fungorum bestaat de familie uit de volgende zeven geslachten: Boninohydnum (1), Coniophora (53), Coniophoropsis (2), Chrysoconia (1), Gyrodontium (2) en Sedecula (1).